# Marco Laely
Marco Laely (* 1994) ist ein Schweizer Unihockeyspieler, welche beim Nationalliga-A-Verein Zug United unter Vertrag steht.